# Атлантида (телесериал, 2007)
«Атланти́да» — оригинальный российский драматический телесериал производства компании RWS.

## Сюжет
Этот сериал повествует о двух семьях, которые желают счастья. Но не всем суждено быть счастливыми.
Простая учительница географии — Вера Степнова, живёт вполне типично для учительницы. У неё муж Виктор и дочь, есть «лучшая» подруга Марина. Вере выпадает случай подзаработать на репетиторстве в доме у олигарха Андреева. Но этот случай оборачивается для неё и семьи Андреевых трагедией. В результате Вера становится убийцей, а Наталья (жена олигарха) — вдовой. Героям придётся пройти через огонь, воду и найти свою «Атлантиду». В ходе сериала, на этих героинь обрушивается множество напастей. У Натальи отнимают жизнь новорождённой дочери, деньги, жильё, здоровье сына, подруг, любимого мужчину. Вера же садится в тюрьму, лишается памяти, у неё забирают её младшую дочь в детский дом, она ложится в психиатрическую больницу, Марина и Виктор поят её транквилизаторами, затем её вновь хотят подставить, приказывают воровать, отбирают квартиру и чуть ли не убивают её любимого.

## В ролях
- Нелли Уварова — Вера Степнова — учительница географии и английского языка, первая жена, бывшая жена Виктора Степнова, мать Дарьи и Надежды Степновых.
- Наталья Гудкова — Наталья Андреева — вдова Петра Андреева, мать Максима Андреева, союзница и враг Веры Степновой.
- Михаил Мамаев — Пётр Андреев — олигарх, муж Натальи Андреевой, отец Максима Андреева,  погиб в 2 серии.
- Елена Сафонова — Антонина Звягинцева — экономка в доме Андреевых. Подруга Натальи Андреевой.
- Дмитрий Зеничев — Виктор Степнов — первый муж и бывший муж Веры Степновой, отец Дарьи и Надежды Степновых, погиб в аварии в 32 серии.
- Анна Димова — Марина Ламарина — подруга Веры Степновой, первая любовь и вторая жена Виктора Степнова, погибла с Виктором в аварии в 32 серии.
- Андрей Барило — Михаил Шламов — друг и соратник Петра Андреева, его коллега, партнёр по бизнесу.
- Николай Добрынин — Эдуард — начальник охраны в доме Андреевых, погиб в 8 серии.
- Евгения Дмитриева — Алла Завалова — бывшая одноклассница и подруга детства Виктора Степнова, адвокат и подруга Веры Степновой.
- Сергей Угрюмов — Борис Руденко, следователь.
- Татьяна Орлова — (Курила) Лиза Курилова, сокамерница Веры Степновой.
- Ярослава Николаева — Дарья Степнова (в детстве) — дочь Веры и Виктора Степновых.
- Александр Горчилин — Максим Андреев (в детстве) — сын Натальи и Петра Андреевых.
- Александр Арсентьев — Андрей Каминский.
- Раиса Конюхова — мать Виктора Степнова.
- Наталья Табакова — Элла — гадалка, подруга Натальи Андреевой.
- Дарья Погодина — Екатерина Стрельцова — секретарша Петра Андреева, любовница Михаила Шламова.
- Ёла Санько — Замула.
- Антонина Козлова — Надежда Степнова — дочь Веры и Виктора Степновых.
- Алексей Завьялов — Илья — брат Нины, архитектор, бывший муж Ольги, второй муж Веры.
- Татьяна Кравченко — Раиса.
- Николай Глинский — Марат.
- Екатерина Чебышева — Дарья Степнова (взрослая).
- Роман Данилов — Максим Андреев (в юности).
- Мария Буравлёва — Нина — сестра Ильи.
- Ксения Буравская — Ольга — бывшая жена Ильи.
- Ульяна Урванцева — Бородина Варвара Сергеевна — начальница женской колонии.
- Ксения Ильясова — сотрудница Аллы Заваловой.
- Алевтина Добрынина — Клара Васильевна — директор детского дома.
- Михаил Ремизов — Павел Анатольевич — врач-гинеколог, наблюдающий Наталью Андрееву.
- Александр Карпов — Йося — любитель антиквариата, погибает в 39 серии.

## Саундтрек
Заглавную песню в заставке поёт Диана Арбенина и группа «Ночные снайперы». Диана специально написала песню для сериала, а также она является автором музыки к этой песне.

## Премии
| Награды и номинации | Награды и номинации                                   | Награды и номинации                          | Награды и номинации | Награды и номинации |
| Год                 | Награда                                               | Категория                                    | Результат           |                     |
| ------------------- | ----------------------------------------------------- | -------------------------------------------- | ------------------- | ------------------- |
| 2008                | Телевизионный фестиваль в Монте-Карло                 | Лучший драматический сериал                  | Номинация           |                     |
| 2008                | Телевизионный фестиваль в Монте-Карло                 | Лучший международный продюсер                | Номинация           |                     |
| 2008                | Канадский Международный Телевизионный фестиваль BANFF | Лучшая теленовелла и многосерийная программа | Номинация           |                     |